# Château de Védrines
Le château de Védrines est un édifice situé à Lorlanges, en France.

## Localisation
Le château est situé sur le territoire de la commune de Lorlanges, dans le département  de la Haute-Loire, en région Auvergne-Rhône-Alpes.

## Description
L'édifice est une ancienne maison forte construite à la fin du Moyen Âge. Campagne d'agrandissement et de décoration à la fin du XIXe siècle: un donjon carré est accolé au logis ainsi qu'une tour demi hors-œuvre et le chevet d'une chapelle. Décor intérieur de style néo-gothique, en particulier dans la salle-à-manger et la chapelle. Les plafonds en camaïeu de l'étage sont des exemples réussis de décors champêtres peints par des artistes italiens.

## Historique
Le château est inscrit au titre des monuments historiques par arrêté du 9 avril 2001.

## Protection
Le château en totalité, y compris les communs et les décors intérieurs, notamment la salle à manger, le salon, le petit salon, la bibliothèque et la chapelle situés au rez-de-chaussée, et les chambres du premier étage avec leurs boiseries, cheminées, stucs et plafonds peints.